# Levantamiento de pesas en los Juegos Panamericanos

Levantamiento de pesas

La prueba de Levantamiento de pesas fue admitida en los Juegos Panamericanos desde la primera edición que se celebró en Buenos Aires en Argentina en 1951.
Desde la primera edición Buenos Aires 1951 hasta los juegos de Cali 1971, se realizaban tres pruebas de levantamiento: press de hombros (clean and press), arrancada (snatch) y dos tiempos (clean and jerk). Al haber sido eliminado el clean and press del programa de halterofilia en 1972, los juegos de México 1975 fueron los primeros que se disputaron con el formato actual.

## Eventos
Los siguientes eventos son los realizados en la prueba de levantamiento de pesas, según la sede son los eventos realizados.

### Masculino
| 56 kg 62 kg 69 kg 77 kg | - 85 kg - 94 kg - 105 kg - +105 kg |

### Femenino
| 48 kg 53 kg 58 kg 63 kg | - 69 kg - 75 kg - +75 kg |

## Medallero Histórico
Actualizado Santiago 2023
| Núm. | País                  | Oro | Plata | Bronce | Total |
| ---- | --------------------- | --- | ----- | ------ | ----- |
| 1    | Cuba                  | 68  | 24    | 10     | 102   |
| 2    | Estados Unidos        | 52  | 30    | 26     | 108   |
| 3    | Colombia              | 30  | 28    | 21     | 79    |
| 4    | Venezuela             | 9   | 25    | 22     | 56    |
| 5    | Ecuador               | 10  | 8     | 11     | 29    |
| 6    | Canadá                | 7   | 13    | 17     | 36    |
| 7    | República Dominicana  | 7   | 11    | 20     | 38    |
| 8    | Brasil                | 3   | 4     | 8      | 15    |
| 9    | México                | 2   | 9     | 15     | 26    |
| 10   | Panamá                | 2   | 6     | 5      | 12    |
| 11   | Puerto Rico           | 2   | 5     | 4      | 11    |
| 12   | Chile                 | 2   | 4     | 4      | 10    |
| 13   | Trinidad y Tobago     | 1   | 4     | 2      | 7     |
| 14   | Argentina             | 0   | 13    | 5      | 18    |
| 15   | Guatemala             | 0   | 5     | 1      | 6     |
| 16   | El Salvador           | 0   | 2     | 12     | 14    |
| 17   | Antillas Neerlandesas | 0   | 2     | 5      | 7     |
| 18   | Jamaica               | 0   | 1     | 3      | 4     |
| 19   | Perú >                | 0   | 1     | 3      | 4     |
| 19   | Barbados              | 0   | 1     | 1      | 2     |
| 19   | Haití                 | 0   | 1     | 1      | 2     |
| 22   | Honduras              | 0   | 0     | 2      | 2     |
| 22   | Nicaragua             | 0   | 0     | 2      | 2     |